# Nebojša Đurić
Nebojša Đurić (en serbio: Небојша Ђурић; 17 de octubre de 1987) es un deportista serbio que compite en atletismo adaptado. Ganó una medalla de plata en los Juegos Paralímpicos de París 2024, en la prueba de lanzamiento de peso (clase F55).

## Palmarés internacional
| Juegos Paralímpicos | Juegos Paralímpicos | Juegos Paralímpicos | Juegos Paralímpicos |
| Año                 | Lugar               | Medalla             | Prueba              |
| ------------------- | ------------------- | ------------------- | ------------------- |
| 2024                | París (Francia)     | Medalla de plata    | Peso F55            |